# Kronika Hochů od Bobří řeky
Kronika Hochů od Bobří řeky I. díl, s podtitulem Skautský rok a Kronika Hochů od Bobří řeky II. díl, s podtitulem Tábory ve Sluneční zátoce a na Zelené říčce, je dvojdílná kniha sestavená Milošem Zapletalem ze zápisů v kronikách 2. skautského oddílu Praha (Dvojky), vedené Jaroslavem Foglarem.

## Historie knihy
Skaut a spisovatel Miloš Zapletal, který se seznámil s Jaroslavem Foglarem v roce 1948 měl tehdy možnost vidět a číst kroniky Dvojky. Po čase, počátkem osmdesátých let, se k záležitosti vrátil a po dohodě s Foglarem provedl výběr z oddílových kronik pražské Dvojky a připravil podklady pro vydání původně metodických návodů (nevyšlo), později knihy, která by měla na základě Foglarových zkušeností s Dvojkou pomoci skautským vedoucím při vedení klubů, družin nebo oddílů. Připravený dokument měl okolo 800 stran strojopisu, přičemž Zapletal vybíral z 12–15 tisíc kronikových stránek. 
Až v roce 1990 byl vydán v plzeňském Západočeském nakladatelství výňatek ze Zapletalem zpracovaného dokumentu (cca 170 stran) pod názvem Výprava na Yucatan. V roce 1995 se nakladatelství Olympia rozhodlo vydat v rámci Sebraných spisů Jaroslava Foglara širší výňatky z kronik, čímž vznikly dvě knihy, označené jako svazek sebraných spisů č. 22 a 23 – Kronika Hochů od Bobří řeky“, I. a II. díl.
Zápisy v kronikách Dvojky byly i předmětem dalších publikací:
- V roce 1999 vydal Junák-svaz skautů a skautek ČR publikaci Tábor Svazu Třinácti v edici Skautské deníky (svazek 5), který však popisuje pouze výňatky z kroniky tábora v roce 1927.

- V roce 2007 pak vydala Olympia ještě knihu Tábor Zelené příšery (svazek 26 Sebraných spisů Jaroslava Foglara), který obsahuje texty z prvních třech Foglarem psaných kronik v letech 1924 až 1929.[2]

## Vydání knihy I. i II. díl
- 1996 1. vydání – Olympia, vydáno jako sv. 22 a sv. 23 Sebraných spisů Jaroslava Foglara
- 1999, 2001 2. vydání a dotisk – Olympia
- 2005 3. vydání – Olympia

## Citáty
Abyste si, milí páni, nemysleli, takový skautský tábor, to není žádná legrace!...Skautský tábor je podnikem duševně silných, ostrých a ukázněných hochů, budoucích mužů. Na to pořád myslete, až se ve vás na táboře ozve horší stránka civilizovaného městského chlapce, když budete mít nějaké nepohodlí, padne na vás v nejlepší zábavě nepříjemná práce nebo vám vůdce zkříží nějaké plány.  
Jaroslav Foglar
Kronika! Věc po desetiletí nerozlučně spjatá s naším oddílem. Na jejích stránkách zůstávají zachyceny velké i malé události našeho chlapeckého nárůdku. Všechno, co se tu dočteš, stalo se v máji našeho mládí, kdy se nám život zdál být dobrý a krásný, kdy nám stačil ke štěstí slunečný den s blankytným nebem a bílými oblaky. Bylo to v čase, který tak rychle míjí, v nejkrásnějším období života, kterému říkáme mládí. A protože vzpomínky rychle mizí, zanesl jsem je všechny sem, do této knihy. 
Jaroslav Foglar

## Obsah knihy

#### I. díl
První díl zahrnuje výběry z kronik z činnosti oddílu v běžném roce, např. krátkodobé oddílové výpravy, činnost v klubovně, atd. Nezahrnuje letní tábory, které jsou předmětem druhého dílu knihy.
Skládá se z následujících třech kapitol:
1. Oddílové výpravy
- Podzimní výpravy
- Zimní výpravy
- Velikonoční robinzonády
- Jarní výpravy

2. Besedy v klubovně
3. Dobrodružství v městských ulicích

#### II. díl
Druhý díl zahrnuje výběr z kronik z následujících letních táborů Dvojky: 
- 1939 Tábor ohňů
- 1940 Tábor psanců
- 1941 Tábor věrných
- 1942 Tábor Alvareze
- 1943 Tábor Zlatého údolí
- 1944 Tábor strachu
- 1946 Tábor u Krumlova
- 1947 Tábor přátelství
- 1948 Tábor se Sedmičkou
- 1949 Tábor pod Kriváněm
- 1950 Tábor na Zelené říčce
- 1951 Tábor pod Hlídkovou skálou

Kniha obsahuje v závěrečné části také výčet táborů, uskutečněných Dvojkou v letech 1925 až 1971 a krátkou informaci o každém z nich.